# Yuichiro Takiguchi
Yuichiro Takiguchi (滝口優一郎 Takiguchi Yūichirō?)  es un personaje ficticio perteneciente a la franquicia de Battle Royale, originalmente una novela que también cuenta con una adaptación a serie de manga y cine. En la película el papel de Yuichiro Takiguchi fue interpretado por Junichi Naitou.

## Antes del juego
Yuichiro Takiguchi es uno de los estudiantes de la clase de tercer año del instituto Shiroiwa de la ciudad ficticia de Shiroiwa, en la prefectura de Kagawa. Takiguchi es un chico ligeramente bajito, que aparenta menos edad de la que tiene. Él es un gran admirador del anime y muchos de sus compañeros de clases piensan que es un otaku. Takiguchi es el mejor amigo de Tadakatsu Hatagami desde la primaria. En el manga, podemos ver en unos flashbacks que Takiguchi es además amigo de Yoshio Akamatsu y Keita Iijima. Takiguchi siempre ve el lado bueno de las personas, siendo el único que piensa que Mitsuko Souma no es una mala persona, sino que debe tener alguna razón que la lleva a hacer lo que hace. Además, él está enamorado de Mitsuko.

## En el juego
El arma asignada a Takiguchi en el juego es un bate de béisbol. En la versión del manga, su arma asignada es un revólver Smith & Wesson Performance Center 629.44MAG. Pero intercambia arma con Hatagami. 
Yuichiro se las arregló para encontrarse con su amigo Tadakatsu Hatagami y decidieron hacer equipo. Cuando Mitsuko se acerca sigilosamente a Tadakatsu, con la intención de matarlo, Yuichiro la descubre y la toman como rehén, aunque Tadakatsu se negó a confiar en ella Yuichiro deseaba darle una oportunidad. Tadakatsu decide tomar una siesta, pero se asegura de que Yuichiro la vigile mientras. Mitsuko y Yuichiro hablan por un rato, donde Yuichiro le dice que cree que no es tan mala como dicen sus compañeros de clase, ya que parece tener una mirada triste en sus ojos. Mitsuko se conmueve por sus palabras, pero su desconfianza la hace pensar que solo trata de hacerla bajar su guardia, aun así le sorprende que Yuichiro muestre tanta bondad con ella, ya que no está acostumbrada. 
Cuando es el turno de Tadakatsu para vigilar Mitsuko decide matarlo mientras Yuichiro duerme y cuando están a solas lo seduce e intenta matar con su navaja de afeitar pero falla por lo que el muchacho se defiende e intenta matarla. Yuichiro se despierta con los disparos y ambos intentan convencerlo de su versión, Mitsuko dice que Tadakatsu trató de violarla y Tadakatsu dice que Mitsuko está tratando de matarlo.

## Destino
Yuichiro le pide a Tadakatsu el arma para que puedan resolver las cosas. Mientras esto sucede, Mitsuko piensa en un plan para robar el arma mientras está en manos de Yuichiro, sin embargo, Tadakatsu nota las intenciones de la muchacha y le dispara, para sorpresa de ambos Yuichiro salta frente a ella y recibe dos impactos en el pulmón. Mientras cae al suelo, Mitsuko agarra el bate de béisbol y golpea a Tadakatsu hasta matarlo. Luego regresa con Yuichiro, quien lamenta no poder protegerla más y le pregunta si está bien. Ella lo abraza, luego lo besa suavemente antes de dispararle en el abdomen tres veces para evitar que sufra. Luego lo abraza y le agradece por hacerla sentir un poco feliz, y cierra los ojos con remordimiento y lo besa de nuevo. A lo largo de la historia, la muerte de Takiguchi es la única por la que siente compasión Mitsuko y la única que logra conmoverla.
En el manga, después de apuñalar a Hatagami en la cara, Mitsuko empieza a sobar los genitales de Takiguchi, le desabrocha los pantalones, y comienza a practicarle sexo oral. Después comienza a violar al muchacho. Debido al dolor de las heridas, Takiguchi le pide en repetidas ocasiones que pare; sin embargo Mitsuko sigue violándolo pensando que eso le aliviara el dolor, aunque las heridas de balas se van agravando cada vez más. Mitsuko malinterpreta los quejas como insultos, y lo degüella con su kama. Mitsuko está enfadada por la muerte de Takiguchi razonando que ella le dio "un voto de confianza" y él con su muerte "lo rompió".
En la película, se puede observar que Mitsuko mató a Takiguchi y a Hatagami mientras mantenían relaciones sexuales. Mitsuko apuñala a ambos en el pecho, en la escena se ve cómo se viste y cómo deja abandonados los cuerpos desnudos de los chicos.